# راسيل هارلان
راسيل هارلان (بالإنجليزية: Russell Harlan)‏ هو مصور سينمائي أمريكي، ولد في 16 سبتمبر 1903 في لوس أنجلوس في الولايات المتحدة، وتوفي في 28 فبراير 1974 في شاطئ نيوبورت في الولايات المتحدة.

## وصلات خارجية
- راسيل هارلان على موقع IMDb (الإنجليزية)
- راسيل هارلان على موقع ألو سيني (الفرنسية)
- راسيل هارلان على موقع أول موفي (الإنجليزية)
- راسيل هارلان على موقع قاعدة بيانات الأفلام السويدية (السويدية)
- راسيل هارلان على موقع قاعدة بيانات الفيلم (الإنجليزية)
- راسيل هارلان على موقع كينوبويسك (الروسية)